# Мученик Карп
Карп је мученик, светитељ кога прославља православна, католичка, јерменска и евангелистичка цркве.
Рођен је у граду Пергаму у Малој Азији (данас Бергам у Турској).
Према латинским изворима, био је епископ града Горда у Лидији (данас Горд у Турској), пострадао око 165. године за време владавине Марка Аурелија (161-180) и његовог савладара Луција Вера (161-169). 
Према грчким изворима, био је епископ града Тијатире, а пострадао је око 251. године за време владавине Деција (249-251), који је на крају свог живота организовао прогон хришћана, и наводно преминуо у Пергаму. Дан православног сећања је 13. април.
У Јерменској цркви светитељ се празнује 13. октобра по јулијанском календару и 26. октобра по грегоријанском календару. Евангелисти се сећају његовог дана сећања 10. јануара.
Његова смрт је описана на приближно исти начин и у латинским и у грчким изворима. Због одбијања обожавања цара и паганских богова и одбране хришћанске вере, Карп и ђакон Папилије су везани за ноге коњима и вучени улицама града (у неким изворима,  прво су били мучени у Лидији, а затим у Пергаму). Када су и после свега одбили да се одрекну хришћанства, послани су на ломачу, на коју се добровољно узнела са њима и Агатоника, Папилијина сестра, такође желећи да умре за Христа. Међутим, у том тренутку је, неким чудом почела да пада јака киша која је угасила пламен, након чега су судије одлучиле да погубе хришћане одсецањем глава, што је и учињено. Пре Карпове смрти, његов слуга Агатодор, који је такође добровољно одлучио да умре за веру, претучен је на смрт бичем пред његовим очима.